# Стадион Десятилетия
«Стадион Десятилетия» (пол. Stadion Dziesięciolecia) — бывший стадион, самый большой в Варшаве, и один из самых больших в Польше, открыт в 1955 году. Во времена Польской Народной Республики это была одна из наиболее рекламируемых строительных площадок, а впоследствии основное место проведения партийных и государственных празднеств. В конце советского времени стадион находился в обветшалом состоянии и использовался как базар, ожидая реконструкции. После коренной реконструкции 2009—2011 гг. получил название Национальный стадион.

## История
До войны на этом месте располагался стадион «Маккаби», на котором играл одноимённый футбольный клуб. Во время войны стадион был разрушен немцами, а большинство игроков клуба, в том числе и автор первого гола сборной Польши, Юзеф Клоц, погибли в Холокосте.
В 1953 году Ассоциация польских архитекторов объявила тендер на проект «Олимпийского Стадиона для города Варшавы». Тендер был выигран командой Иржи Гржиневски, Збигнева Игнатовича, и Иржи Золтана.
Проект включал в себя строительство открытой площадки Олимпийского стадиона овальной формы с футбольным полем и 400-метровой беговой дорожкой.
По проекту трибуны с деревянными скамьями могли вместить 71 008 человек, но во время самых больших фестивалей число зрителей могло доходить до 100 000.
Кроме того, при стадионе было тренировочное поле и парковка на 900 машино-мест.
Весь спортивный комплекс окружен парком.
Стадион также был связан с соседней автобусной остановкой и железнодорожной станцией, построенной специально для транспортировки зрителей.
Строительство было начато в тот же год и строился в основном из щебня от зданий, разрушенных во время Варшавского Восстания 1944 года.
Огромный спортивный объект построили всего за 11 месяцев, чтобы успеть ко времени проведения Всемирного фестиваля молодежи и студентов (июль — 14 август 1955).
«Стадион Десятилетия» в Варшаве был открыт 22 июля 1955 года, в годовщину так называемого «Июльского манифеста», определившего, что после завершения Второй мировой войны Польша пойдет по «социалистическому пути развития» и останется в сфере влияния Советского Союза.
Вскоре после открытия стал национальным стадионом Польши. Здесь проводились самые важные международные футбольные матчи и соревнования по легкой атлетике, так же до самого конца существования Польской Народной республики торжества и праздники коммунистической партии, концерты, и юбилейные фестивали. Кроме того, здесь проходил заключительный этап традиционной кольцевой Велогонки Мира, которая во времена холодной войны была известна как «Восточный тур де Франс».
8 сентября 1968 года на «Стадионе Десятилетия» по окончании традиционного праздника «Дожинки» (пол. dożynki, «Праздник урожая») Рышард Сивец предпринял попытку самосожжения в знак протеста против ввода войск стран Варшавского Договора в Чехословакию. Несмотря на то, что народ уже расходился и трибуны были полупустыми, огонь удалось погасить, однако на 4-й день, 12 сентября Сивец от полученных ожогов скончался.
В 1983 году, из-за технических проблем, стадион был заброшен.
В 1989 году муниципалитет Варшавы сдал стадион в аренду компании, которая превратила стадион в рынок, известный как «Ярмарка Европа» (пол. Jarmark Europa), который вскоре стал одним из самых больших базаров в мире с более чем 5000 только зарегистрированных торговцев со всей Восточной Европы и бывшего СССР. По официальным данным ежегодный товарооборот составлял 500 миллионов злотых, по данным же польских спецслужб общая сумма сделок на стадионе в год превышала сумму в 5 миллиардов долларов.
Причём, согласно полицейской информации, торговля шла не только джинсами, обувью, пиратскими дисками с кинофильмами, музыкой и программами, но оружием и наркотиками. Полицейские утверждали, что ярмарка — главный пункт продажи товаров чёрного рынка в стране. Между 1995 и 2001 годами судебными органами преследовались больше чем 25 тыс. торговцев, в то время как приблизительно 10 млн пиратских компакт-дисков и видеофильмов были конфискованы; полагается, что это всего лишь вершина айсберга. Среди англоговорящего населения в Варшаве стадион часто упоминается как «российский рынок».
Из-за теневых отношений и незаконного товарооборота это место стало постоянным предметом обсуждений в СМИ. О стадионе были написаны несколько детективных романов, самый известный из них — «Пятый интернационал» Яцека Кинга.

## Снос стадиона
В 2007 году Стадион Десятилетия был снесён, а на его месте с 2009 по 2011 был построен новый Национальный стадион вместимостью 58 тысяч зрителей, который был одним из стадионов Чемпионата Европы 2012 года.

Во время европейского чемпионата на стадионе были сыграны три матча группового этапа (в том числе и матч открытия), четвертьфинал и полуфинал.